# 연습곡 Op. 10, 9번 (쇼팽)

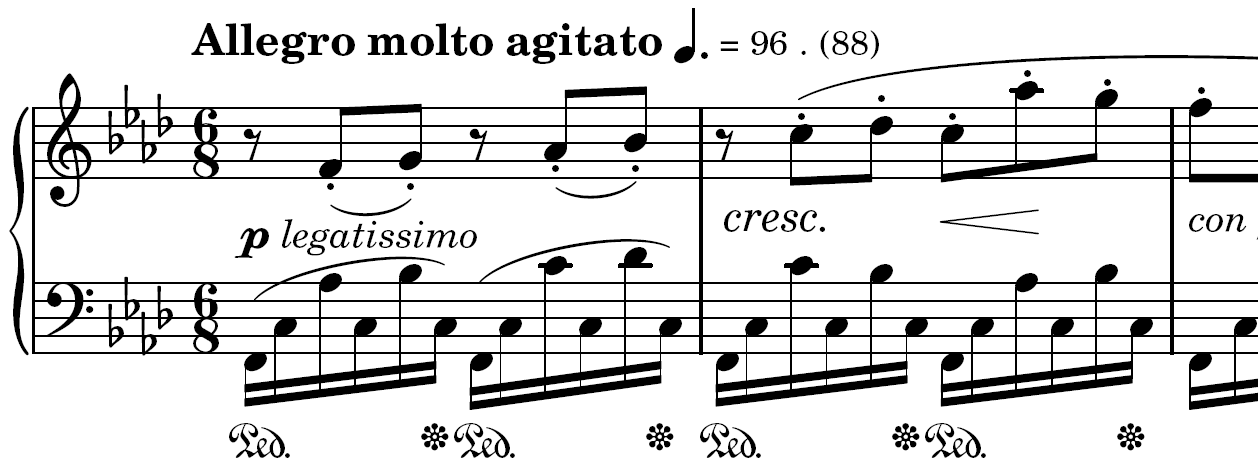
쇼팽 연습곡 Op. 10의 9번의 처음 2마디

쇼팽의 연습곡 Op. 10, 9번(Étude Op. 10, No. 9)은 프레데리크 쇼팽이 1829년에 작곡한 곡으로 그가 작곡한 27개의 연습곡 중 작품번호 제10번의 9번에 해당한다. 이 곡은 왼손을 위한 좋은 연습곡으로 평가받고 있으며 주로 손목과 손가락의 유연성을 요구하고 있다. 또한 멜로디가 굉장히 냉소에 찬 느낌인데, 이로써 냉소와 낭만이 함께 들어있으며, 매우 표현하기 어려운 곡이라고 평가받고 있다.